# Cacoxenus indagator
Cacoxenus indagator, in het Nederlands houdinivlieg, is een vliegensoort uit de familie van de fruitvliegen (Drosophilidae). De wetenschappelijke naam werd gepubliceerd in 1858 door Hermann Loew.
De houdinivlieg is een kleptoparasiet: de larven leven van de voedselvoorraad die metselbijen zoals de gehoornde metselbij (Osmia cornuta) of de rosse metselbij (Osmia bicornis) achterlaten voor hun larven in met een dekseltje dichtgemaakte kokers. Houdinivliegen wordt dan ook vaak aangetroffen op en rond 'bijenhotels'.
De naam houdinivlieg, afgeleid van 'ontsnappingskoning' Harry Houdini, duidt op de vaardigheid om na verpopping uit te breken uit de dichtgemetselde nestkamers, hoewel ze geen scherpe kaken hebben zoals de metselbijen om de nestprop door te kauwen: Houdinivliegen hebben een opblaasbare kop waarmee ze oneffenheden kunnen vergroten tot barsten waardoor ze zich dankzij een elastisch lichaam kunnen wurmen.